# ポルノ映画

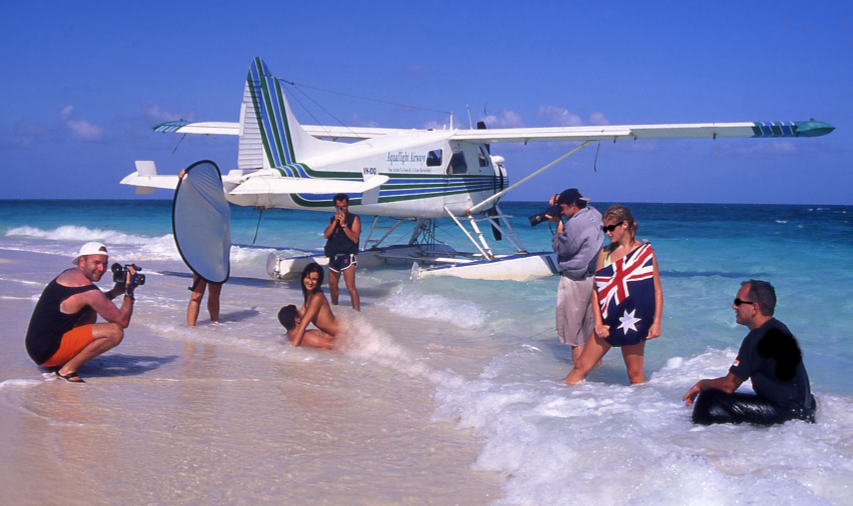
ポルノ映画の撮影現場（オーストラリアにて）

ポルノ映画（ポルノえいが、英語：Porn(ographic) film, Porn(ographic) video など）は、映像媒体の。世界的には「成人映画」とほぼ同義であり、ポルノビデオもこれに含むが、日本においてはより狭い意味で使われることが多い。性行為を収めた映画である。

## 世界のポルノ映画

### 前段階

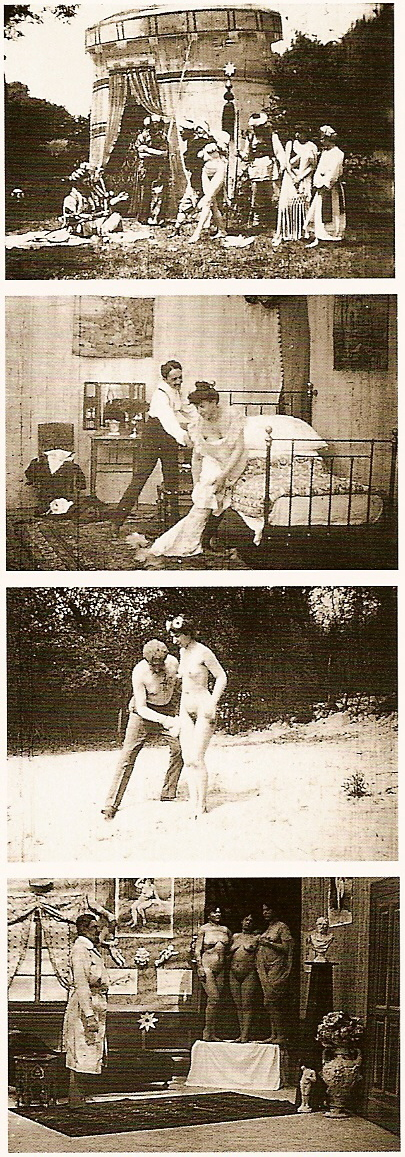
カメラマン、ヨハン・シュウォーツァーと彼のサターン・フィルム・カンパニーによる1906年頃のオーストリアのエロティック映画『Am Sklavenmarkt』から

ポルノ映画（エロティック映画）の歴史は、映画自体とほとんど同じくらい古い。1893年にキネトスコープが発売されると、1895年にはキスシーンを撮影した『ザ・キス』が公開（制作：エジソンスタジオ）。ミュージカル「未亡人ジョーンズ」の一場面を撮影したものであったが、カトリック教会から不謹慎だと抗議を受け公開中止に追い込まれた。
現存する最も古い、エロティックなシーンが含まれている映画は1896年11月に上映されたフランスの『Le Coucher de la Mariée 』（舞踏会のあとの入浴）である。現在では保存状態が悪かったため、推定全長7分のうち2分ほどしか観ることができないが、新婚初夜の女性が男性が楽しみにするベッドの前で服を脱いでいくというストーリーである。完全なヌードシーンやセックスシーンは確認できない。当時は、ベリーダンスの腰フリシーン（Fatima's Coochie-Coochie Dance、1896年）が検閲され、キスシーン（M・アーウィンとJ・C・ライスの接吻、1896年）が猥褻と非難されるような時代であった。初期は、途中（肉襦袢）までの脱衣シーン、セクシーなダンスシーン、ボディタイツになるシーンなどがエロティックと見なされていた。1906年にはオーストリアのSaturn-Filmが女性のフルヌードシーンがあからさまに含まれるエロティック映画『Am Sklavenmarkt 』を制作し、1911年に規制によって閉業するまで同様のエロティック映画を計52本制作している。

### 黎明期
パトリック・ロバートソンの『Film Facts 』によれば、「確実に年代を特定できる最も初期のポルノ映画は、『A L'Ecu d'Or ou la bonne auberge 』である」。この映画は1908年にフランスで製作された、宿屋の使用人の2人の女性と逢い引きの約束をする、疲れきった兵士の物語である。中にはあからさまなフェラチオ、クンニリングス、そしてセックスシーンが含まれている。ロバートソンは、アルゼンチンのポルノ映画『El Satario 』の方がより古い可能性がある点にも言及している。この映画は1907年から1912年の何れかの時点で製作された。ロバートソンは「最も古い残存するポルノ映画は、アメリカのキンゼイ・コレクションに含まれている。」と記している。ある映画は、ポルノの慣習的な「お約束」がいかに早く確立されたかを証明している。1910年のドイツ映画『Am Abend 』について、ロバートソンは「この10分間の映画は、寝室で一人マスターベーションをする女性のシーンに始まり、彼女の男性とのセックス、フェラチオ、アナルセックスのシーンへと進行していく。」と紹介している。1915年アメリカの『フリー・ライド 』も残存する初期の例であり、二人の女性ヒッチハイカーが男性ドライバーと生々しく青姦する（女性の放尿シーンもある）というストーリーである。疑似ヌードからわずか10年でポルノ表現は進化し、ヨーロッパを中心に制作、世界各地に輸出されていった。日本でも1896年には輸入、上映されている。
ポルノ映画は1920年代のサイレント映画時代、広範囲にわたって、多くの場合売春宿で上映された。多数のポルノ映画が以降の数十年間に製作されたが、撮影と配布が秘密裏に行なわれた関係で、これらの詳細を知ることは通常は困難である。また、アメリカでは1934年に、性描写や暴力表現を制限するヘイズ・コードが制定され、1968年に廃止されるまで、名目上は一切の性的表現ができなくなった。1950年頃より以前に製作されたポルノ映画の多くは、永久に紛失したと考えられている。この時期の、主にアマチュアによって撮影され、非合法に流通していたアメリカのポルノ映画は「スタッグ・フィルム（男性向け映画）」または「ブルー・フィルム」、「スモーカー」と呼ばれる。

### 1950年代
戦後の大量消費社会の発展と8ミリ映画技術の進歩によって、ポルノ映画市場は拡大した。en:Harrison Marksは、グラマラス・ホーム・ムービーと呼ばれたソフトコアポルノ（セックスはなくヌードのモデルたちのイメージビデオ）を多数制作した。

### 1960年代から1970年代
1960年代、古い社会の体制や規範に対抗するカウンターカルチャームーブメントが盛んになり、性的描写に対する取り組み方が変化を見せ始めた。『私は好奇心の強い女』（1969年）はきわどい性描写（ヌード、擬似セックス、勃起前のペニスへのキスシーンなど）が含まれていたが、通常の映画館で上映された。また、スウェーデン映画の『愛の言葉(Kärlekens Språk) 』（1969年）は法的な位置付けを曖昧にする擬似ドキュメンタリーとして製作され、規制にかからず上映された。
1961年にはen:Lasse Braunによるカラーのハードコアポルノ映画が制作され、6万を超えるアメリカ中ののぞき小屋などで上映された。彼の数々のハードコアポルノはヨーロッパやアメリカの各地で流通していた。また、1960年よりドリス・ウィッシュマンはセックスシーンはないソフトコアポルノシリーズやセクスプロイテーションを制作した。
1969年にはアンディ・ウォーホルがセックスシーンを含むエロティックアート映画『ブルー・ムービー』を発表した。この直後に、ポルノ映画製作者たちによってアメリカ・アダルト映画協会が設立された。こうして、アメリカではポルノの黄金時代を迎えた（この時期から家庭用エロビデオが普及する80年代までを指す）。
1969年、デンマークはハードコアポルノを合法化した最初の国となった。直ぐに『Bordellet 』（1972年）、『Jomfruens tegn 』（1973年）などの劇場用長編セックスコメディ映画の製作が開始された。これらは一般の俳優が出演し、ハードコアシーンがあるにもかかわらず、通常「ポルノ映画」としては認識されていない。
外国製ポルノ映画の日本への輸入が目立って増えたのは1968年。当時これらは、洋画ピンク映画、略して"洋ピン"などと呼ばれた。日本でも外国人（特に白人）のセクシャルな映像がふんだんに観れると大きな反響を呼んだ。日本のポルノブームのきっかけは、日本での公開日は不明ながら、西ドイツで戦後最高の興行収入を上げたクリスチーネ・シューベルト主演・クルト・ナッハマン監督による『痴態』と書かれた文献がある。"洋ピン"オリジナル版の性器や性行為を映すシーンは、日本ではそのままでは見れないため、カットされたり、ボカシやトリミングが掛けられ、花瓶などを写した他のフィルムを焼き付けて秘所を隠す“マスクがけ”といった日本独自の加工を施した高等テクニックが生み出された。
邦画メジャー・松竹も傘下のグローバルフィルムで洋ピンを扱い、東映も岡田茂社長の肝煎りで、1972年に東映洋画を設立して洋ピンを積極的に興行した。2025年に閉館が決まった銀座の東映本社地下に在る丸の内TOEI(2)（旧丸の内東映パラス）は、東映洋画設立前から新宿東急と並んで、東京都内で二館だけのセクス洋画のロードショー劇場だった。丸の内東映パラスは“洋ピン”以外にもホラー映画なども封切し、『悪魔のいけにえ』は丸の内東映パラスと新宿東急に二館で封切された。東映洋画は1973年2月に3D方式の"立体ポルノ『淫夢』がヒットし、軌道に乗った。ボインが画面から飛び出し、後頭部をシートに強くぶつけた客もあった。洋ピンは1960年代後半から"性医学映画""性科学映画""性教育映画""セックスレポート"など、絶妙なキャッチコピーで入り込んたが、段々食傷気味となり、1970年代に入るとアニマルセックスのような動物の交尾や出産シーンを集めたドキュメンタリーから、獣姦ポルノのようなもの等、アブノーマルな傾向の洋ピンが増えていった。1973年に日本でも公開された『フリッツ・ザ・キャット』のセックスシーンは女性器がリアルに描かれ、実写以上と評判を呼び、アニメ映画史上初めて成人指定を受けた。1972年3月に『ニコライとアレクサンドラ』のプロモーションで来日したアメリカの大映画プロデューサー・サム・スピーゲルは、「人間の安っぽい本能に訴えるようなポルノ映画は大罪を犯している」と批判した。
日本でポルノ映画、特に洋画部門（洋ピン）がピークに達したのは1974年のこと。『内外タイムス』は1974年の一年間、毎週新作洋画ポルノを誌上で紹介した。1974年暮れに一般映画として公開された『エマニエル夫人』は、1975年にかけて社会現象を生むほどのメガヒットになったが、話題性という意味では『タワーリング・インフェルノ』などのアメリカ製パニック映画に段々取って代わられた。当時のアメリカではポルノ映画は受け入れられなくなっていた。
1970年代に入ると、法規制の緩和により、アメリカ合衆国や他の多くの国々で「XXXレート（本格的ポルノと評価された）」映画の上映が許可され始めた。成人映画館が隆盛し、アダルトグッズショップでも上映ブースが設けられた。1970年代の有名なアメリカのハードコア映画としては『ディープ・スロート』（1972年）、『グリーンドア』（1972年）、『ミス・ジョーンズの背徳』（1973年）、ラドリー・メツガー監督の『ミスティ・ベートーベン』（1975年）、『デビー・ダズ・ダラス』（1978年）などが挙げられる。これらはフィルムで撮影され、映画館に配給された。ニューヨークでは、ジェラルド・ダミアーノ監督の『ディープ・スロート』が特に評判となり受け入れられた。そして「Porno chic（おしゃれポルノ）」という言葉が生み出され、文化的な趨勢として認められた。真面目な芸術作品としては、日本の大島渚監督の『愛のコリーダ』（1976年）があげられる。同作品では、松田英子と藤竜也が主演をつとめた。

### 1980年代
1970年代後期から1980年代初期にかけての家庭用ビデオテープレコーダの普及でポルノ映画産業は飛躍的な成長を遂げ、ロン・ジェレミー、クリスティ・キャニオン、ジンジャー・リン、ジョン・ホームズ、トレイシー・ローズなどのアダルトスターや、グレゴリー・ダークのような有名監督を生み出した。視聴者は、快適な自宅で内密にポルノを観賞できるだけでなく、特殊な妄想やフェティシズムを満たす選択肢もより広がった。
同様に1980年代のカムコーダの普及はポルノの変化に拍車をかけた。人々は個人的な使用、あるいは広く配布するために、自分自身でアマチュアセックス映画を製作することができるようになった。
当時、アダルトビデオ業界が技術的に優れたソニーのシステムの代わりにVHSを選んだため、ベータマックスがVHSとの規格争いに敗れるという一幕があった。

### 1990年代
1990年代には2つの顕著なテクノロジーが、ポルノ映画を変化させた。
DVDはより高品位の画質と音質を提供し、主なハリウッドスタジオや民間消費者に受け入れられたのと同様に、ポルノ製作者たちにも熱心に受け入れられた。DVDはユーザーに変化に富んだ複数のカメラアングルと結末、あるいはコンピュータ専用の内容を選ばせる「双方向」ビデオのような革新を可能にした。
インターネットはそれ以前のいかなるテクノロジーよりもポルノの配布を激変させた。アダルトショップや通信販売を通して映画を注文しなくとも、人々は自分のコンピュータでポルノ映画を観賞することができる。商品の到着を待つことなく、数分または数秒でポルノ映画をダウンロードすることができた。ただしインターネットの普及により、違法な猥褻物に対する規制も困難となった。
ビブ・トーマス、ポール・トーマス、アンドリュー・ブレイク、アントニオ・アダモは、1990年代の著名な監督である。
1998年、オスカーにもノミネートされたことのあるデンマークの映画製作会社ツェントローパ（Zentropa）は映画『Constance 』を製作し、公然とハードコアポルノ映画を製作する世界初の主流映画会社となった。
同年、ツェントローパはラース・フォン・トリアー監督による『イディオッツ (Idioterne) 』を製作した。これは多くの国際的な賞を獲得し、カンヌ国際映画祭でもパルム・ドールにノミネートされた。映画は、勃起した男性のシャワーシーン、乱交パーティーでの性器挿入のクローズアップシーンを含んでいる。『イディオッツ』は例えばロッコ・シフレディが出演したカトリーヌ・ブレイヤの『ロマンスX』と同様に、露骨な性的イメージを呼び物にする一般映画の世界的な波を起こした。
1999年、デンマークのテレビチャンネル、カナル・ケーベンハウンは、夜間にハードコア映画の放映を開始した。暗号化されておらず、コペンハーゲン地域のいかなるテレビ受像機でも視聴が自由であった。その後、ツェントローパが設立した会社であるイノセント・ピクチャーズの好意により、2009年10月26日まで続いた。

### 2000年代
イギリスでは、ポルノに対する検閲はより緩和された。今日、イギリスでのポルノ映画製作や出演は違法ではない。2005年から、露骨な性的内容の映画が全国テレビで放映されている。チャンネル4でラース・フォン・トリアーの『イディオッツ』が上述の露骨なシーンにもかかわらず無検閲で放映された。
2000年代初め、イーオン・マッカイ (Eon McKai) はサブジャンルである「オールト・ポルノ（alt porn - オルタナティブ・カルチャーを反映した、型にはまらないポルノ）」映画製作者の旗手の1人であった。また2004年には、マイケル・ウィンターボトム監督がマルゴ・スティリー主演で「9Songs（9ソングズ）」を制作した。

## 日本における「ポルノ映画」

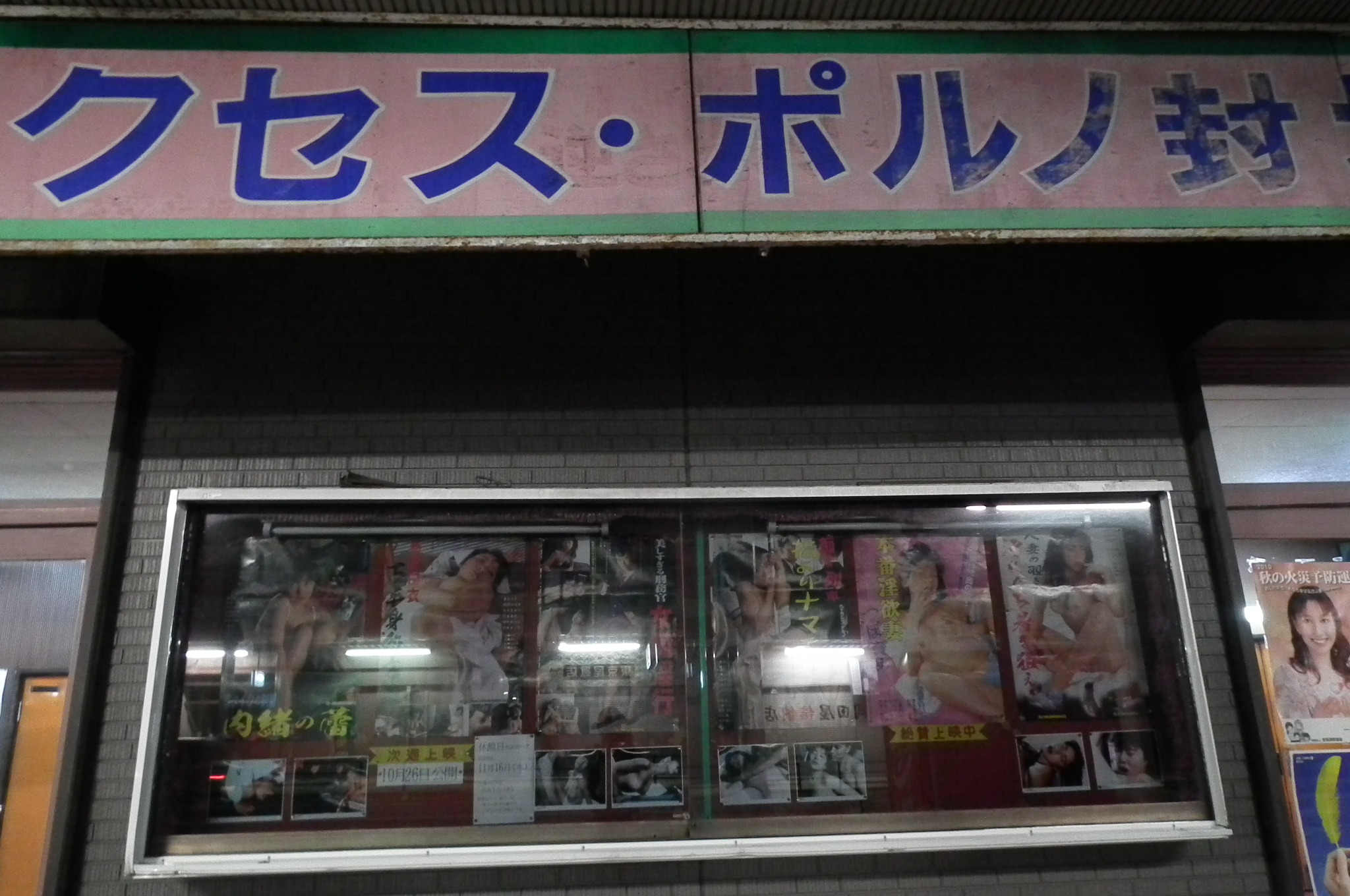
ポルノ映画が上映されている日本のポルノ映画館（客足減少で一般映画館がポルノ映画館に転向した映画館の例。2011年 兵庫県明石市、2014年閉館）

### 概要
日本では大手映画会社によって製作された劇場上映作品を「ポルノ映画」、独立映画会社によって製作された劇場上映作品を「ピンク映画」、最初からビデオ用に製作されたもの（オリジナルビデオ）を「アダルトビデオ」と呼び、別のものとして扱う慣習がある。また、このほかにいわゆるVシネマ（オリジナルビデオ）のアダルト系作品なども存在し、それぞれ作品性、俳優の質、制作費、などに大きな違いがみられる。このため例えば「ポルノ女優」と「ピンク女優」、「AV女優」ではニュアンスがそれぞれ全く異なる。

### 前史
日本で海外のポルノ映画が上映されたのは1896年（明治29年）だったとされる。1897年には一般公開されたことが確認でき、明治の終わりでは検閲というシステムもなかった。大正時代に入ると本格的なポルノ映画が輸入され、会社オフィスや料亭の奥座敷などを使用し、秘密裏に上映会が行われた。国内でポルノ映画製作が始まったのも大正時代だとされるが、帰山教正『映画の性的魅惑』（文久社書房、1928年）によると極秘裏に行われ詳細不明、また製作者も検挙されたとのことであった。昭和初頭で盛んになったが、当時は猥褻映画、エロ映画と呼ばれていた。1932年には日本初のポルノアニメ『すゞみ船』（木村白山作といわれる）が制作された。
戦後には日本産ブルーフィルムが黄金期を迎える。1947年には秘密上映の専門業者が登場した。戦後初の作品は『情慾』（『強盗』での上映記録もある、1948年）とされ、50年代には「シキ」と称されるブルーフィルム常設館が登場した。1951年には土佐のクロサワグループ制作による『風立ちぬ』が公開され、野坂昭如らが評価している。1957年に売春防止法が施行されるとブームは下火となる。暴力団関係者が売春業に代わる事業として目を付けたこと、8ミリカメラと普及も相まって粗製乱造が始まったからだと前述の桑原は証言している。70年代には国産ブルーフィルムは下火となり、80年代に裏ビデオが登場すると、完全に姿を消した。

### ピンク映画
同性愛系作品については「ゲイ向けピンク映画」を参照。
日本におけるブルーフィルムとの違いは、原則合法的に制作、公開がされていることである。1917年（大正6年）に活動写真取締規制が発令されると猥雑な観念を表現した描写は規制され、前述のように性向を描く作品はアンダーグラウンドで流通されるほかなかった。日本で初めてベッドシーンを描いた作品は『この太陽』（日活、監督：村田実）だとされるが、もちろん行為自体は描かれない。洋画であれ邦画であれ、想起させる描写は検閲によってカットされる時代であった。終戦後は徐々に解禁されるが、用言は極めてソフトなものに限定された。この規制をかいくぐるように登場したのが、バースコントロール（産児制限）をテーマにした通称バスコン映画であった。人口増加問題から厚生省の推薦を得て性教育映画が製作されていったが、性知識啓蒙のために性行為の描写は避けられず、次第にストリップ劇場での上映など想定しなかった上映が多発。また性典映画と呼ばれる性教育や思春期の目覚めを扱った作品の制作が増加した。大手映画会社ではこれを受け性教育の名を借りた扇情的な映画を製作するが、1954年には「俗悪映画追放運動」がおこる。映倫は対応策として成人向け映画の指定を開始。ゾーニングされることにより大手を振って映画会社は裸映画の制作が可能となった。ピンク映画が生まれたのもこの当時である。
ピンク映画は本来「お色気映画」とも呼ばれ、ささやかなセクシー表現を売りにした二流映画であった。現代の形態となったのは、1960年代に大蔵映画などのピンク映画専門映画会社が相次いで設立されてからである。1970年代ごろからは大手映画会社によるポルノ映画が競合するようになり、ピンク映画から資金力のある大手への人材流出が止まらず業界は悩まされた。ポルノ映画の時代が終わると次はアダルトビデオの攻勢を受け、大幅に市場規模が縮小することとなったが、ピンク四天王の作品などにより作品性に注目が集まるようになり、2000年代においても細々と製作は続けられている。また1982年に日本初のゲイ向けピンク映画が上映され、1983年にはゲイ専用映画館「梅田ローズ劇場」（2011年閉館、2012年新世界に日劇ローズとして復活）が開館した。狭義ではポルノ映画の中のインディーズ配給作品が該当する。

### ポルノ映画

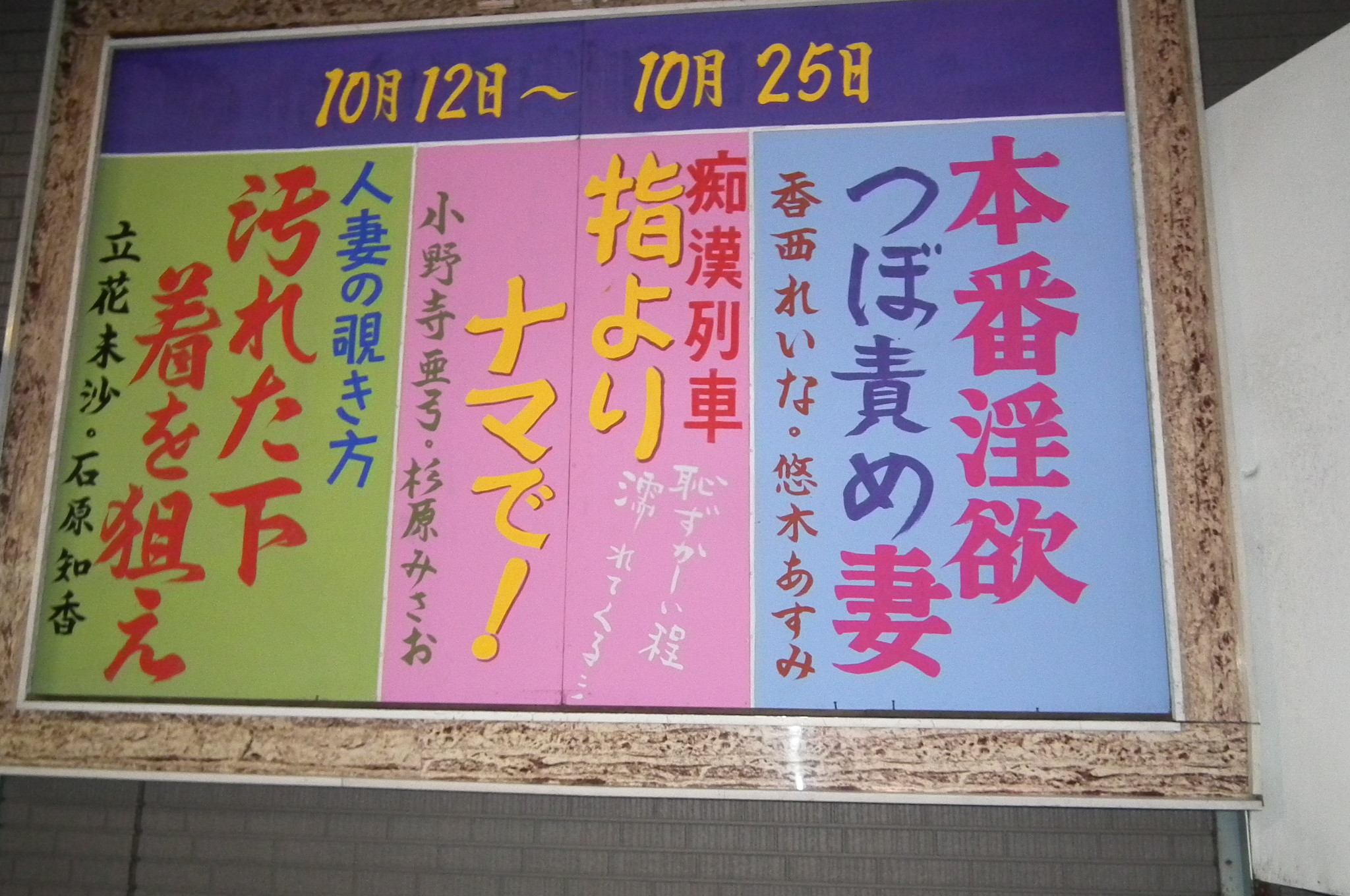
刺激的なキャッチコピーが踊るポルノ映画館の看板

東映ポルノの仕掛け人は東映任侠映画同様、当時の東映取締役・岡田茂プロデューサー（のち、同社社長）である。岡田は1967年『大奥㊙物語』（監督：中島貞夫）や1968年『徳川女系図』（監督：石井輝男）といったエロチシズム路線の映画を次々仕掛け、このうち"温泉芸者シリーズ"第4作『温泉みみず芸者』（鈴木則文監督、1971年7月3日公開）に於いて、同作のプロデューサー・天尾完次が海外の雑誌のグラビアから"ポルノグラフィ"という言葉を見つけて同作で主演デビューする当時16歳の池玲子を売り出すため、あれこれ思案し「日本初のポルノ女優」というキャッチコピーを付けた。今日SEX映像の代名詞として日本で定着する"ポルノ"という言葉は、このとき東映が作った造語である。岡田茂がエロ映画に参入した動機は、当時ピンク映画が、表立って宣伝もしないのに隆盛を極めて、ソロバンをはじいてみると松竹の年間配入よりも総体で上回ることが分かったからといわれている。日活も東映のアイデアを拝借して"日活ロマンポルノ"という言葉を作り、東映の『温泉みみず芸者』公開から4か月後の1971年11月20日に『団地妻 昼下りの情事』『色暦大奥秘話』を"日活ロマンポルノ"第一弾として封切り「ポルノ映画」という名称が一気に普及した。
東映ポルノは時代的にヤクザ映画や実録映画と併映されたが、1973年頃から営業成績が急落し1974年2月に公開した多岐川裕美の主演デビュー作として知られる『聖獣学園』（監督：鈴木則文）は「想像できない不入り」で、「ストリップ映画は所詮キワモノだよ!」と岡田社長が宣言し、この年6月に公開されたシャロン・ケリーと梅宮辰夫のセックス戦が展開される『色情トルコ日記』（監督：山口和彦）をもって撤退を表明した。しかしヒット作のロングラン態勢確立のため、ポルノ作品を3週目以降の併映に加えたり、春休みや夏休みに展開した「東映まんがまつり」や「特撮大会」を早く切り上げて大人向け番組を欲しがる下番線（地方館）のために「300万（製作費）映画」の独立プロの「ピンク映画」を模倣した「500万（製作費）映画」（東映ニューポルノ）が作られた。1970年代後半、角川映画と組んで「大作1本立て」を始めるまでは散発的に主に二番館向けとして「東映ポルノ」は製作が続いた。東映本体は1979年の『天使の欲望』（監督：関本郁夫）をもってポルノから一応再撤退したものの、1980年代半ばまで関連会社の東映洋画を通して洋ピン（ピンク洋画）を、東映セントラルフィルムを通して獅子プロダクション作品などのピンク映画を買取配給した。東映ポルノはスケバンもの、猟奇ミステリー、時代劇などとのジャンル・クロスオーバー的なものが多数を占めているのが特徴で、日活の団地妻もののようにポルノ自体を第一命題として企画されたものは少ない。これらの成人映画には当時れっきとした大スター、または成長株であった丹波哲郎、天知茂、梅宮辰夫、渡瀬恒彦らが当然のような顔で出演しているが、これらの出演歴が別段話題になることがない点も日活との大きな違いである。
一方、同じく大手の日活は当時経営難に陥っており、製作コストの安さから東映にならいポルノ映画制作を開始した。一般映画制作を切り捨ててのポルノ専業化であったため人的戦力の集中著しく、数年で東映をポルノから撤退させるほどの成功を収めたが、アダルトビデオが登場すると大いに苦戦し、1988年にはロマンポルノを終了。再び一般作の製作へと回帰した。これら大手映画会社のポルノ映画出身の俳優・スタッフはその後一般作で大きな成功を収めた人物が多く、結果的には「芸能界への登竜門」ともいえる存在になっていた。
1990年代以後、両社から「ポルノ映画」を銘打った作品は基本的に製作されていない。ただし、杉本彩主演『花と蛇』（2003年、東映ビデオ）のように、ポルノ映画の流れを汲む作品は散発的に企画されている。

### 題名
ポルノ映画の題名は映倫により、これまで何度も規制が行われ、使えなくなった言葉がたくさんある。1984年8月の風営法の大幅改正に合わせて、映画のポスター、タイトル、広告等の自主規制を一層強めた。この規制により"女高生""強姦"などの字句は使えなくなり、当時ピンク映画が『もっといれて』『あの手この手の痴漢』『白い液売ります』の三本立てを予定していたが、それぞれ『もっと』『あの手この手』『売ります』に題名を変更させられた。

### アダルトビデオ
ビデオによる製作・配給環境が整った1980年代以降、世界的にポルノ映画のビデオ媒体への移行が進んだ。このため、世界の多くの地域では撮影・配給媒体を区別せずに一括して「ポルノ映画」（Pornographic film）として呼称される。一方、日本のアダルトビデオはポルノ・ピンクとは隔絶した新勢力であった（ただし、代々木忠のようにピンク映画の黎明期から活躍し、アダルトビデオに移行した人物もいた）。
初期のアダルトビデオは比較的ポルノやピンクの影響を受けた作品が多かったが、やがて内容面でも大きく変化が現れるようになる。脚本や演出、照明や撮影など作品性に欠かせない技術へのこだわりは薄れ、かわって手持ちカメラを使ったハメ撮りなど臨場感を高める手法がもてはやされるようになった。出演者は当初、ピンク映画やポルノ映画出身の者が兼業する例も多かったが、製作スタイルの変化により女優に求められる演技力のレベルは低くなり、一方で相手男優との本番など具体的な性行為が求められることが増えるなど、正統派を自認する俳優が出演しづらい環境へと変質していった。
代わりにAV女優、AV男優、AV監督という専門的な職業が誕生。日本独自の分野として発展していく。独自の発展をしていったことからアジア圏でも注目を浴び、2019年には村西とおる、黒木香の目線から発展の歴史を描いたドラマ『全裸監督』がNetflixで世界公開された。